# 51e cérémonie des Golden Globes
La 51e cérémonie des Golden Globes a eu lieu le 22 janvier 1994, récompensant les films et séries diffusés en 1993 et les professionnels s'étant distingués cette année-là.

## Palmarès
Les lauréats sont indiqués ci-dessous en premier de chaque catégorie et en caractères gras.

### Cinéma

#### Meilleur film dramatique
- La Liste de Schindler (Schindler's List)
  - Le Temps de l'innocence (The Age of Innocence)
  - Au nom du père (In the Name of the Father)
  - La Leçon de piano (The Piano)
  - Les Vestiges du jour (The Remains of the Day)

#### Meilleur film musical ou comédie
- Madame Doubtfire  (Mrs. Doubtfire)
  - Beaucoup de bruit pour rien (Much Ado About Nothing)
  - Nuits blanches à Seattle (Sleepless in Seattle)
  - Ballroom Dancing (Strictly Ballroom)
  - Président d'un jour (Dave)

#### Meilleur réalisateur
- Steven Spielberg pour La Liste de Schindler (Schindler's List)
  - Jane Campion pour La Leçon de piano (The Piano)
  - Andrew Davis pour Le Fugitif (The Fugitive)
  - James Ivory pour Les Vestiges du jour (The Remains of the Day)
  - Martin Scorsese pour Le Temps de l'innocence (The Age of Innocence)

#### Meilleur acteur dans un film dramatique
- Tom Hanks pour le rôle d'Andrew Beckett dans Philadelphia
  - Daniel Day-Lewis pour le rôle de Gerry Conlon dans Au nom du père (In the Name of the Father)
  - Harrison Ford pour le rôle de Richard Kimble dans Le Fugitif (The Fugitive)
  - Anthony Hopkins pour le rôle de James Stevens dans Les Vestiges du jour (The Remains of the Day)
  - Liam Neeson pour le rôle d'Oskar Schindler dans La Liste de Schindler (Schindler's List)

#### Meilleure actrice dans un film dramatique
- Holly Hunter pour le rôle de Ada McGrath dans La Leçon de piano (The Piano)
  - Juliette Binoche pour le rôle de Julie Vignon-de Courcy dans Trois couleurs : Bleu (Blue)
  - Michelle Pfeiffer pour le rôle de Ellen Olenska dans Le Temps de l'innocence (The Age of Innocence)
  - Emma Thompson pour le rôle de Sally Kenton dans Les Vestiges du jour (The Remains of the Day)
  - Debra Winger pour le rôle de Martha Horgan dans Une femme dangereuse (A dangerous woman)

#### Meilleur acteur dans un film musical ou une comédie
- Robin Williams pour le rôle de Daniel Hillard / Mrs. Euphegenia Doubtfire dans Madame Doubtfire (Mrs. Doubtfire)
  - Johnny Depp pour le rôle de Sam dans Benny and Joon
  - Tom Hanks pour le rôle de Sam Baldwin dans Nuits blanches à Seattle (Sleepless in Seattle)
  - Kevin Kline pour le rôle de Dave Kovic / Président William "Bill" Mitchell dans Président d'un jour (Dave)
  - Colm Meaney pour le rôle de Dessie Curley dans The Snapper

#### Meilleure actrice dans un film musical ou une comédie
- Angela Bassett pour le rôle de Tina dans Tina (What's Love Got To Do With It)
  - Stockard Channing pour le rôle de Ouisa Kittredge dans Six Degrés de Separation (Six Degrees of Separation)
  - Anjelica Huston pour le rôle de Morticia Addams dans Les Valeurs de la famille Addams (Addams Family Values)
  - Diane Keaton pour le rôle de Carol Lipton dans Meurtre mystérieux à Manhattan (Manhattan Murder Mystery)
  - Meg Ryan pour le rôle d'Annie Reed dans Nuits blanches à Seattle (Sleepless in Seattle)

#### Meilleur acteur dans un second rôle
- Tommy Lee Jones pour le rôle du Marshal Samuel Gerard dans Le Fugitif (The Fugitive)
  - Leonardo DiCaprio pour le rôle d'Arnie Grape dans Gilbert Grape (What's Eating Gilbert Grape)
  - Ralph Fiennes pour le rôle d'Amon Göeth dans La Liste de Schindler (Schindler's List)
  - John Malkovich pour le rôle du Mitch Leary dans Dans la ligne de mire (In the Line of Fire)
  - Sean Penn pour le rôle de David Kleinfeld dans L'Impasse (Carlito's Way)

#### Meilleure actrice dans un second rôle
- Winona Ryder pour le rôle de May Welland dans Le Temps de l'innocence (The Age of Innocence)
  - Penelope Ann Miller pour le rôle de Gail dans L'Impasse (Carlito's Way)
  - Anna Paquin pour le rôle de Flora McGrath dans La Leçon de piano (The Piano)
  - Rosie Perez pour le rôle de Carla Rodrigo dans État second (Fearless)
  - Emma Thompson pour le rôle de Gareth Peirce dans Au nom du père (In the Name of the Father)

#### Meilleur scénario
- La Liste de Schindler (Schindler's List) – Steven Zaillian
  - Short Cuts – Robert Altman
  - La Leçon de piano (The Piano) – Jane Campion
  - Les Vestiges du jour (The Remains of the Day) – Ruth Prawer Jhabvala
  - Philadelphia – Ron Nyswaner

#### Meilleure chanson originale
- Streets of Philadelphia interprétée par Bruce Springsteen – Philadelphia
  - (You Made Me) The Thief Of Your Heart interprétée par Sinéad O'Connor – Au nom du père (In the Name of the Father)
  - Again interprétée par Janet Jackson – Poetic Justice
  - Stay (Faraway, So Close!) interprétée par U2 – Si loin, si proche ! (In weiter Ferne, so nah!)
  - The Day I Fall In Love interprétée par Dolly Parton et James Ingram – Beethoven 2 (Beethoven's 2nd)

#### Meilleure musique de film
- Entre Ciel et Terre (Heaven & Earth) – Kitaro
  - L'Étrange Noël de monsieur Jack (The Nightmare Before Christmas) – Danny Elfman
  - La Leçon de piano (The Piano) – Michael Nyman
  - Trois couleurs : Bleu (Blue) – Zbigniew Preisner
  - La Liste de Schindler (Schindler's List)  – John Williams

#### Meilleur film en langue étrangère
- Adieu ma concubine (霸王別姬) •  Hong Kong
  - Trois couleurs : Bleu •  France,  Pologne,  Suisse
  - La Course de l'innocent (La corsa dell'innocente) •  Italie
  - Justice (Justiz) •  Allemagne
  - Garçon d'honneur (喜宴) •  Taïwan

### Télévision
Note : le symbole « ♕ » rappelle le gagnant de l'année précédente (si nomination).

#### Meilleure série dramatique
- New York Police Blues (NYPD Blue)
  - Docteur Quinn, femme médecin (Dr. Quinn, Medicine Woman)
  - New York, police judiciaire (Law and Order)
  - Bienvenue en Alaska (Northern Exposure) ♕
  - Un drôle de shérif (Picket Fences)
  - Les Aventures du jeune Indiana Jones (The Young Indiana Jones Chronicles)

#### Meilleure série musicale ou comique
- Seinfeld
  - Coach
  - Frasier
  - Papa bricole (Home Improvement)
  - Roseanne ♕

#### Meilleure mini-série ou meilleur téléfilm
- Les Requins de la finance (Barbarians at the Gate)
  - Les Soldats de l'espérance (And The Band Played On)
  - Columbo dans "Meurtre aux deux visages" (It's All In The Game)
  - Gypsy
  - Heidi

#### Meilleur acteur dans une série dramatique
- David Caruso pour le rôle de John Kelly dans New York Police Blues (NYPD Blue)
  - Michael Moriarty pour le rôle du Premier Substitut Benjamin « Ben » Stone dans New York, police judiciaire (Law and Order)
  - Rob Morrow pour le rôle de Joel Fleischman dans Bienvenue en Alaska (Northern Exposure)
  - Carroll O'Connor pour le rôle du Chef William « Bill » Gillespie dans Dans la chaleur de la nuit (In The Heat of The Night)
  - Tom Skerritt pour le rôle du Sheriff Jimmy Brock dans Un drôle de shérif (Picket Fences)

#### Meilleure actrice dans une série dramatique
- Kathy Baker pour le rôle du Dr Jill Brock dans Un drôle de shérif (Picket Fences)
  - Heather Locklear pour le rôle d'Amanda Woodward Burns dans Melrose Place
  - Jane Seymour pour le rôle du Dr Michaëla Quinn dans Docteur Quinn, femme médecin (Dr. Quinn, Medicine Woman)
  - Janine Turner pour le rôle de Maggie O'Connell dans Bienvenue en Alaska (Northern Exposure)
  - Sela Ward pour le rôle de Theodora « Teddy » Reed dans Les Sœurs Reed (Sisters)

#### Meilleur acteur dans une série musicale ou comique
- Jerry Seinfeld pour le rôle de Jerry Seinfeld dans Seinfeld
  - Tim Allen pour le rôle de Tim Taylor dans Papa bricole (Home Improvement)
  - Kelsey Grammer pour le rôle du Dr Frasier Crane dans Frasier
  - Craig T. Nelson pour le rôle de Hayden Fox dans Coach
  - Will Smith pour le rôle de William « Will » Smith dans Le Prince de Bel-Air (The Fresh Prince Of Bel-Air)

#### Meilleure actrice dans une série musicale ou comique
- Helen Hunt pour le rôle de Jamie Buchman dans Dingue de toi (Mad About You) 
  - Candice Bergen pour le rôle de Murphy Brown dans Murphy Brown
  - Patricia Richardson pour le rôle de Jill Taylor dans Papa bricole (Home Improvement)
  - Roseanne Barr pour le rôle de Roseanne dans Roseanne ♕
  - Katey Sagal pour le rôle de Peggy Bundy dans Mariés, deux enfants (Married)

#### Meilleur acteur dans une mini-série ou un téléfilm
- James Garner pour le rôle de F. Ross Johnson dans Les Requins de la finance (Barbarians at the Gate)
  - Peter Falk pour le rôle du Lieutenant Columbo dans Columbo dans "Meurtre aux deux visages" (It's All In The Game)
  - Jack Lemmon pour le rôle de Robert dans A Life in the Theater
  - Matthew Modine pour le rôle du Dr Don Francis dans Les Soldats de l'espérance (And The Band Played On)
  - Peter Strauss pour le rôle d'Ed MacAffrey dans Les Silences d'un homme (Men Don't Tell)

#### Meilleure actrice dans une mini-série ou un téléfilm
- Bette Midler pour le rôle de Mama Rose dans Gypsy
  - Helena Bonham Carter pour le rôle de Marina Oswald dans Fatal Deception: Mrs. Lee Harvey Oswald
  - Faye Dunaway pour le rôle de Lauren Staton dans Columbo dans "Meurtre aux deux visages" (It's All In The Game)
  - Holly Hunter pour le rôle de Wanda Holloway dans Complot meurtrier contre une pom-pom girl (The Positively True Adventures Of the Alleged Texas Cheerleader-Murdering Mom)
  - Anjelica Huston pour le rôle de Lainey Eberlin dans Family Pictures

#### Meilleur acteur dans un second rôle dans une série, une mini-série ou un téléfilm
- Beau Bridges pour le rôle de Terry Harper dans Complot meurtrier contre une pom-pom girl (The Positively True Adventures Of the Alleged Texas Cheerleader-Murdering Mom)
  - Jason Alexander pour le rôle de George Costanza dans Seinfeld
  - Dennis Franz pour le rôle de Andy Sipowicz dans New York Police Blues (NYPD Blue)
  - John Mahoney pour le rôle de Martin Crane dans Frasier
  - Jonathan Pryce pour le rôle de Henry Kravis dans Les Requins de la finance (Barbarians at the Gate)

#### Meilleure actrice dans un second rôle dans une série, une mini-série ou un téléfilm
- Julia Louis-Dreyfus pour le rôle d'Elaine Benes dans Seinfeld
  - Ann-Margret pour le rôle de Sally Jackson dans Queen
  - Cynthia Gibb pour le rôle de Louise / Gypsy Rose Lee dans Gypsy
  - Cecilia Peck pour le rôle de Margaret Church dans Le Portrait (The Portrait)
  - Theresa Saldana pour le rôle de Rachel Scali dans L'As de la crime (The Commish)

### Spéciales

#### Cecil B. DeMille Award
- Robert Redford

#### Miss Golden Globe
- Alex Martin

#### Special Award
- A l'ensemble des acteurs et actrices du film Short Cuts.

## Récompenses et nominations multiples

### Nominations multiples

#### Cinéma
6 : La Liste de Schindler
4 : Le Temps de l'innocence, Au nom du père, Trois couleurs : Bleu
3 : Nuits blanches à Seattle, Le Fugitif, Philadelphia
2 : Madame Doubtfire, Président d'un jour, L'Impasse

#### Télévision
4 : Seinfeld
3 : New York Police Blues, Bienvenue en Alaska, Un drôle de shérif, Frasier, Papa bricole, Les Requins de la finance, Columbo dans "Meurtre aux deux visages", Gypsy
2 : Docteur Quinn, femme médecin, New York, police judiciaire, Coach, Roseanne, Les Soldats de l'espérance, Complot meurtrier contre une pom-pom girl

#### Personnalités
2 : Jane Campion, Tom Hanks, Emma Thompson

### Récompenses multiples
Légende : Nombre de récompenses/Nombre de nominations

#### Cinéma
3 / 6 : La Liste de Schindler
2 / 2 : Madame Doubtfire
2 / 3 : Philadelphia

#### Télévision
3 / 4 : Seinfeld
2 / 3 : New York Police Blues, Les Requins de la finance

#### Personnalité
Aucune

### Les grands perdants

#### Cinéma
0 / 5 : Les Vestiges du jour
0 / 4 : Au nom du père

#### Télévision
Aucune